# Katie Couric
Katherine Anne Couric, connue sous le nom de Katie Couric, née le 7 janvier 1957 à Arlington (Virginie, aux États-Unis) à proximité de la capitale fédérale Washington (district de Columbia), est une journaliste, productrice et documentariste américaine. Elle est connue pour avoir été la première femme américaine à présenter en solo un grand journal du soir, en l'occurrence CBS Evening News, sur CBS News, de 2006 à 2011, date à laquelle elle rejoint ABC pour présenter un nouveau talk-show.

## Biographie

### Jeunesse et formation
Katherine Anne Couric, est la cadette et dernière des quatre enfants de John Marin Couric, un des directeurs de publication de  l'agence de presse l'United Press International et qui après sa retraite donne des cours à l'université du Maryland, et d'Elinor Couric qui travaille à temps partiel pour le magasin local de la chaîne Lord & Taylor, féministe convaincue elle est membre du centre local du Planned Parenthood. Elinor Couric descend d'une famille allemande de confession juive, elle se convertit au presbytérianisme, lors de son mariage avec John Marin Couric ; ce dernier descend d'une famille française. La fratrie de Katherine Anne Couric comprend sa sœur aînée Emily, âgée de dix ans à sa naissance, suivie par Clara surnommée « Kiki » et enfin de John,,,.
Elle obtient une licence de littérature anglaise à l'université de Virginie.

### Débuts
Au début des années 1980, elle commence à travailler chez ABC puis CNN, avant de déménager à Miami. Elle revient à Washington en 1989 et intègre NBC comme adjointe du correspondant au Pentagone. Elle est remarquée lors de la couverture de l'invasion du Panama par les États-Unis. Par la suite, elle présente le journal du soir durant le week-end.

#### Today, sur NBC
De 1991 à 2006, Katie Couric présente le magazine Today, l'émission matinale de la chaîne américaine NBC, devenant un visage familier de la chaîne.

#### CBS Evening News, sur CBS
Le 5 septembre 2006, elle devient la première femme à présenter un grand journal du soir en solo sur une chaîne nationale américaine, le CBS Evening News with Katie Couric, où elle remplace Dan Rather,. Elle le présente jusqu'en juin 2011.
Katie Couric se fait dès lors remarquer pour ses interviews sans détour et sans complexe, notamment ses entretiens avec la colistière de John McCain à l'élection présidentielle américaine de 2008, Sarah Palin, révélant son manque de curiosité intellectuelle. En récompense, elle obtient le prix Walter-Cronkite.
Katie Couric est la seule femme à présenter en solo l'un des journaux télévisés les plus regardés au monde jusqu'en décembre 2009, date à laquelle Diane Sawyer devient la présentatrice d'ABC World News.
Au mois de mai 2011, à la suite d'un effondrement des audiences, Katie Couric annonce au cours d'une édition de son journal qu'elle va quitter CBS pour le réseau ABC, où elle animera un magazine d'information. Scott Pelley la remplace pour animer le CBS Evening News,.

#### Talk show sur ABC
Le 9 juin 2011, elle prend la suite d'Oprah Winfrey sur ABC,. Elle anime le Katie Couric Talk Show, qui devient en 2012 le Katie et qu'elle anime jusqu'au 12 juin 2014,. 

#### Le Katie Couric Media
Katie Couric quitte ABC News pour fonder en 2015 la société de production Katie Couric Media. Elle produit des séries télévisées comme Unbelievable pour Netflix, des documentaires pour National Geographic, des bulletins d'informations, des magazines d'actualités, etc.

### Opinions et engagements

#### Féminisme
Katie Couric affirme qu'elle est une féministe fermement convaincue, mais pas une militante du féminisme,. 
En 2017, elle produit pour National Geographic un documentaire, Gender Revolution, dans lequel elle interviewe des scientifiques, des psychologues, des familles , etc., sur la question du genre, afin de faire découvrir la complexité du sujet, après l'avoir elle-même découvert.

#### Causes humanitaires
Katie Couric est la cofondatrice de l'association Stand Up to Cancer (en), lancée en 2008, avec un groupe de femmes comptant Sherry Lansing, Kathleen Lobb, Lisa Paulsen, Rusty Robertson, Sue Schwartz, Pamela Oas Williams et Ellen Ziffren. Elle est investie sur ce sujet depuis les décès précoces de son mari d'un cancer du côlon et de sa sœur d'un cancer du pancréas.
En mai 2020, elle lance le podcast IHeartMedia aux côtés de Bozoma Saint John intitulé «  Back to Biz with Katie and Biz », qui analyse les moyens par lesquels les leaders, chefs d’entreprise ainsi que les innovateurs ont répondu aux changements sociétaux imposés par la pandémie de Covid-19.

### Classement
En 2007, le magazine Forbes la classe au 63e rang  des 100 femmes les plus influentes du monde.
En 2018, le site Business.org l'insère dans sa liste des 70 femmes américaines les plus influentes du monde.

### Divers

#### Apparitions ponctuelles dans des films et des séries
Dans l'épisode 9 de la saison 11 de South Park « Gros Caca », l'unité pour mesurer les excréments humains est le « Katie Courac », allusion évidente à la journaliste.
Elle prête sa voix au personnage Katie Current dans le film Gang de requins.
Elle joue son propre rôle dans Will and Grace (saison 5, épisode 8).
Le 6 février 2011, elle apparaît dans un épisode de Glee, où elle joue son propre rôle,. Elle avoue alors être une vraie GLEEK.
En 2014, elle apparaît dans la série Pawn Stars, dans l'épisode Chum-Parazzi (saison 12, épisode 16), dans lequel elle achète un objet de la boutique d'un montant de 12 000$.
En 2016, elle apparaît dans le film Sully, où elle interviewe Tom Hanks interprétant le pilote Chesley Sullenberger dans son émission, comme elle l'avait fait réellement, en 2009, après son exploit,.

## Vie privée
Elle est mère de deux filles.

## Pour approfondir

#### Notices dans des encyclopédies et manuels de références
- (en-US) Bill Carter, Desperate Networks, New York, Doubleday (réimpr. 2006, 2013) (1re éd. 2005), 430 p. (ISBN 9780385514408, OCLC 67615711, lire en ligne),
- (en-US) Gerhard Falk, Women and Social Change in America : A Survey of a Century of Progress, Jefferson, Caroline du Nord, McFarland & Company, Inc., 2009, 244 p. (ISBN 9780786440351, OCLC 676392113, lire en ligne), p. 144-163,
- (en-CA) Joy Crysdale, Fearless Female Journalists, Toronto, Province de l'Ontario, Canada, Second Story Press, coll. « Women's Hall of Fame Series », 2010, 121 p. (ISBN 9781897187715, OCLC 500822180, lire en ligne), p. 55-64,
- (en-US) Carol K. Oyster (dir.) et Jane E. Sloan (dir.), Encyclopedia of Women in Today′s World, vol. 1 : A-E, Thousand Oaks, Californie, Sage Reference, 2011, 507 p. (ISBN 9781412976855, lire en ligne), p. 354-355,
- (en-US) Sheila Weller, The News Sorority : Diane Sawyer, Katie Couric, Christiane Amanpour, and the (Ongoing, Imperfect, Complicated) Triumph of Women in TV News, New York, Penguin Press (réimpr. 2015) (1re éd. 2014), 520 p. (ISBN 9781594204272, OCLC 880374712, lire en ligne),

#### Essais et biographies
- (en-US) Sherry Beck Paprocki, Katie Couric, Philadelphie, Pennsylvanie, Chelsea House Publishers, coll. « Women of Achievement », 2001, 120 p. (ISBN 9780791058817, OCLC 556294224, lire en ligne). ,
- (en-US) James Robert Parish, Katie Couric : Tv News Broadcaster, New York, Ferguson, coll. « Ferguson Career Biographies » (réimpr. 2013) (1re éd. 2006), 136 p. (ISBN 9780816058303, OCLC 1358635156, lire en ligne). ,
- (en-US) Edward Klein, Katie : The Real Story, New York, Three Rivers Press, coll. « New York Times Bestseller » (réimpr. 2008) (1re éd. 2007), 308 p. (ISBN 9780307353511, OCLC 1200481391, lire en ligne). ,
- (en-US) Erinn Banting, Katie Couric, New York, Weigl Publishers, coll. « Remarkable People » (réimpr. 2008) (1re éd. 2007), 32 p. (ISBN 9781590366431, OCLC 76836126, lire en ligne),
- (en-US) Rachel A. Koestler-Grack, Katie Couric : Groundbreaking TV Journalist, Pleasantville, état de New York, Gareth Stevens Pub., coll. « Life Portraits », 2009, 120 p. (ISBN 9781433900563, OCLC 1082975038, lire en ligne). ,